# Nino Oxilia
(Nino Oxilia in Contraddizione)
Angelo Oxilia, detto Nino (Torino, 13 novembre 1889 – Monte Tomba, 18 novembre 1917), è stato un giornalista, scrittore, poeta e regista italiano.

## Biografia
Angelo (Nino) Oxilia nasce in Via Garibaldi a Torino il 13 novembre 1889. La sua famiglia era di origine ligure, di Loano. Iniziò la sua carriera come giornalista, lavorando per la  Gazzetta di Torino  e per il Momento. Fu scrittore e poeta crepuscolare, sceneggiatore e regista di film. Studente dell'Università degli Studi di Torino, fu esponente di spicco della vita goliardica e culturale della città, entrando precocemente in contatto con i movimenti dei Crepuscolari e dei Futuristi.
Lo portò al successo la commedia Addio giovinezza! (1911), scritta in collaborazione con Sandro Camasio, dalla quale furono tratte ben quattro pellicole cinematografiche, la prima delle quali girata dallo stesso Camasio. Una precedente collaborazione di Oxilia e Camasio aveva dato alla luce la commedia La zingara (1909). Compose quindi la commedia La Donna e lo specchio, poi, con Sandro Camasio e Nino Berrini, la goliardica rivista teatrale Cose dell'altro mondo, di taglio arguto e satirico, anche questa di successo.
Fu autore di Il commiato - inno goliardico dei laureandi della facoltà di giurisprudenza dell'Università di Torino (1909).
Questa celebre canzone, scritta in collaborazione con Giuseppe Blanc, costituisce l'antenato diretto di Giovinezza: venne appunto in seguito radicalmente riadattata e modificata, in successive versioni, dal regime fascista.
Secondo uno studio del 2013 l'inno, nella versione originale, era stato una risposta di Oxilia a una poesia di mezzo secolo prima del milanese Emilio Praga, poeta "maledetto" appartenente alla Scapigliatura; inoltre esso affonderebbe le radici più remote nell'esaltazione della giovinezza della Rivoluzione francese, rifacendosi a un simbolo contenuto nel celebre dipinto di Eugène Delacroix, La Libertà che guida il popolo, custodito al Louvre di Parigi.
Nel 1909 pubblicò la raccolta poetica Canti brevi, per i tipi dell'editore Spezia di Torino; altre sue poesie, ritrovate manoscritte nello zaino di Oxilia dopo la morte, furono raccolte in un'opera postuma, Gli orti (1918), con prefazione dell'amico Renato Simoni. Partito per il fronte durante la prima guerra mondiale, vi morì falciato da una granata sul Monte Tomba mentre partecipava alla difesa della linea del Monte Grappa. Con D.L.L. 12 giugno 1919 gli fu concessa postuma la medaglia d'argento al valor militare.
È sepolto nel Cimitero monumentale di Torino.
Nel 2014 la Cineteca di Bologna ha pubblicato in DVD la pellicola di Oxilia Sangue blu del 1914, con la diva Francesca Bertini; il DVD comprende anche un docufilm sulla vita e le opere di Nino Oxilia, a cura di Giovanni Lasi.

## Opere

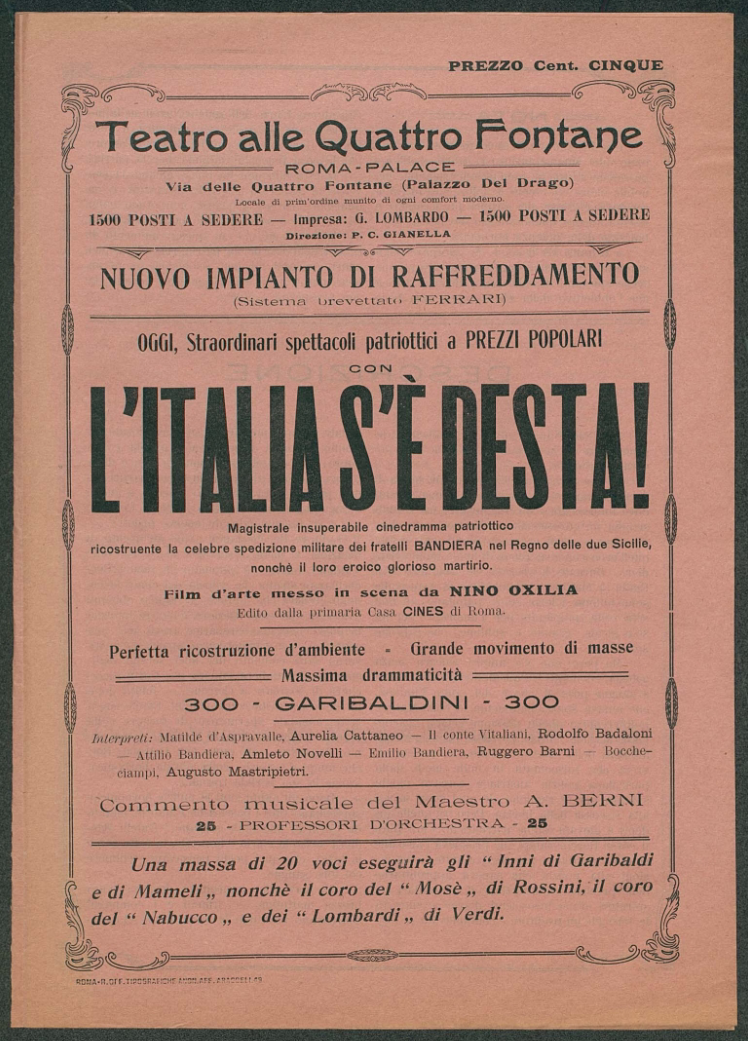
Manifestino pubblicitario della proiezione del film L'Italia s'è desta! del 1916

### Opere teatrali
- La zingara (1909), con Sandro Camasio
- Addio giovinezza! (1911), con Sandro Camasio
- Cose dell'altro mondo (1912), rivista teatrale scritta con Sandro Camasio e Nino Berrini
- La Donna e lo specchio (1914)

### Regie cinematografiche
- In hoc signo vinces (1913)
- Il velo d'Iside (1913)
- Cadavere vivente (1913) - co-regia di Oreste Mentasti
- Giovanna D'Arco (1913)
- La monella (1914)
- L'ammiraglia (1914)
- Il focolare domestico (1914)
- Retaggio d'odio (1914)
- Veli di giovinezza (1914)
- Sangue blu (1914)
- Per amore di Jenny (1915)
- Ananke (1915)
- Papà (1915)
- Nella fornace (1915)
- Il sottomarino n. 27 (1915)
- L'Italia s'è desta! (1916)
- Odio che ride (1916)
- Rapsodia satanica (1917)
- L'uomo in frak (1917)

### Poesie
- Canti brevi (1909), riedizione del 2014 a cura di Patrizia Deabate (Torino, Neos)
- Orti (1918, pubblicato postumo)
- Poesie (1973, pubblicato postumo)

## Riconoscimenti
- Con la delibera n. 385 del 18 novembre 1926 il comune di Novara gli ha intitolato una via nel quartiere Santa Rita, traversa di corso Risorgimento, precedentemente nota come strada Rotondi[9].